# Gösta Carlsson (handbollsspelare)
Sven Gösta Carlsson, kallad "Lången" och "Mister RIK", född 31 januari 1938 i Örgryte, död 2 december 2005 i Smögen, Sotenäs kommun, var en svensk handbollsspelare.
Carlsson spelade för Redbergslids IK under största delen av sin karriär. Han gjorde 1 122 mål i högsta serien, allsvenskan, och tillhör den kvintett av de äldre spelarna som klarade 1 000 mål. Men han var inte först med att göra 1 000 mål som vissa källor hävdar. Carlsson var en stor personlighet inom Redbergslids IK, som spelare, lagledare och ordförande och kom att kallas Mr RIK. Han har även representerat klubbens fotbollslag i fotbollsallsvenskan.
Carlsson debuterade 1957 i handbollslandslaget, 19 år gammal. Under karriären spelade han 102 landskamper 1957–1971. VM-guldet 1958 är främsta merit. Carlsson gjorde 2 mål och spelade 1 match i VM-turneringen 1958, så han var inte nyckelspelare. Han var också med i flera andra VM-turneringar under 1960-talet. 1971 spelade han sin sista landskamp.

## Meriter
- VM-guld 1958
- Europacupmästare 1959 med Redbergslids IK
- Fyra SM-guld: 1958, 1963, 1964 och 1965 med Redbergslids IK
- Cupmästare Svenska Cupen 1969

## Klubbar
- Redbergslids IK
- Olskrokens IF (?–1957)
- Redbergslids IK (1957–1960)
- AIK (1960–1961)
- Redbergslids IK (1961–1974)